# Александрійська опера
Александрійська опера (араб. دار الأوبرا المصرية; англ. The Alexandria Opera House; також Театр Сайєда Дарвіша) — оперний театр у другому за величиною і важливому культурному центрі Єгипту місті Александрії, штаб-квартира низки місцевих музичних колективів.
Александрійська опера є одним із 6 оперних театрів у Африці і 3 у Єгипті, це давній культурний осередок зі своїми сталими традиціями.
Заклад має популярність як у місцевої публіки, так і заїжджих туристів.

## Загальні дані
Александрійська опера розташована в розкішному будинку в районі майдану Рамла (Midan Ramla) у само́му центрі міста за адресою:
Тарік ель-Горейя, 22 (22 Tariq al-Horreyya), Александрія (Єгипет).
На відміну від Каїрської опера в Александрії не змінювала своєї дислокації.
Нині Александрійська опера є фактично частиною Каїрської, принаймні організаційно.

## З історії та сьогодення театру
Будинок Александрійської опери було зведено 1918 року за доби правління султана Фуада I. Перша назва, яку отримав театр — Театр Алі Мухаммеда. Первинним власником закладу був Бадр ель-дін-Кердани (Badr El Din Kerdany), який і ангажував французького архітектора Жоржа Барока (Georges Baroque) розробити проект будівлі. 
Після урочистого відкриття театру в 1921 році, він приймав на своїй сцені відомих арабських виконавців, а також гастролерів з-за кордону. 
1962 року, вже в незалежному Єгипті, театр було перейменовано на Театр Сайєда Дарвіша на честь одного із засновників єгипетської національної музики, автора гімну Єгипту, уродженця міста Сайєда Дарвіша. Відтоді ця назва закладу лишається другою для офіційно прийнятої в наш час — Александрійська опера.
Із часом оперний будинок поста́рів і потребував значних капіталовкладень для відновлення колишньої привабливості та функціональності, а всі більш ранні спроби ремонтувати приміщення завдали йому більше шкоди, ніж принесли користь. Нарешті, 2000 року занехаяну будівлю було внесено до Переліку Єгипетської спадщини (Egypt’s Heritage List), що означало для неї початок відновлювальних робіт. По декількох роках напруженої і прискіпливої праці з реконструкції приміщення йому було повернуто первинну красу з усіма елементами його вишуканого декору. Відтак, 2004 року Президент Хосні Мубарак з дружиною взяли участь у повторному урочистому відкритті Театру Сайєда Дарвіша. 
Нині Александрійська опера структурно підпорядкована Каїрській опері — на її сцені відбуваються заходи, вистави і концерти, що влаштовуються трупами Каїрської опери, такими як оперною, балетною, симфонічним і оперним оркестрами, тут же виступають різноманітні інші, в т.ч. і локальні, арабські музичні ансамблі і колективи, театр сучасного танцю тощо. Александрійська опера приймає гастролерів, на її базі організовуються і проходять різноманітні культурні заходи (вечори, Дні, Тижні), фестивалі і конкурси, як місцевого, арабського, так і широкого міжнародного рівня. 
З метою розвитку балету, класичної світової і арабської музики, було створено трупу Александрійської опери з арабської музики та співів, а також Центр підготовки і сприяння талантам. Постійною формою навчання у останньому є майстер-класи досвідчених представників єгипетської музичної та театральної сцени для талановитої творчої молоді.

## Виноски
1. ↑  Александрійська опера (координати) на www.lonelyplanet.com

## Джерело-посилання
- Про Александрійську оперу на Офіційна вебсторінка Каїрської опери (англ.)